# Råbiff
Råbiff, även tartarbiff, är en maträtt bestående av rått nötkött, företrädesvis oxfilé, som skurits, skrapats eller malts till en fin färs. Den malda varianten förekommer både som malen två gånger, för att få färsen så fin som möjligt, och malen endast en gång, vilket ger rätten en annan konsistens och tuggmotstånd. Biffen serveras vanligen toppad med äggula, rå lök, tärnade inlagda rödbetor, kapris och möjligen säsongens övriga grönsaker, till exempel färsk tärnad rödbeta och gurka. Det går dessutom bra att äta denna rätt med inlagd gurka, fransk senap och riven pepparrot.
Biffen har fått namnet "tartar" från tatarerna som man felaktigt trodde åt köttet rått. Tartarsåsen, som under 1800-talet blev ett populärt tillbehör, har fått sitt namn från biffen. Varken biffen eller såsen har någonting med tatarerna att göra.